# Blanzac-lès-Matha
Blanzac-lès-Matha è un comune francese di 337 abitanti situato nel dipartimento della Charente Marittima, nella regione della Nuova Aquitania.

## Società

### Evoluzione demografica
Abitanti censiti